# Vicus Capitis Africae
Vicus Capitis Africae var en gata i Regio II Caelimontium i antikens Rom. Den började vid Ludus Magnus och slutade vid Porta Metronia. Vicus Capitis Africae omnämns i Appendix Probi, ursprungligen från 300-talet. Gatan motsvarar delvis dagens Via della Navicella.